# Juan Andreu
Juan Andreu Candau (Sevilla, Andalucía, 20 de enero de 1985) es un exjugador de balonmano español que actuaba en la posición de pivote.
Destaca tanto en el aspecto defensivo como en ataque, lo que le ha convertido en unos de los pivotes más reconocidos de España. 
Es internacional con la selección de balonmano de España, habiendo sido convocado para participar en el Mundial de Croacia 2009, así como diversos partidos con la elástica nacional, con la que ha sido medalla de bronce en el Campeonato de Europa de 2014.En concreto, 52 han sido los partidos que ha disputado con el conjunto nacional, alcanzando una cifra de 87 goles.

## Equipos
- BM Rochelambert (2000 - 2004)
- BM Granollers (2004 - 2009)
- Reale Ademar de León (2009 - 2012)
- TSV Hannover (2012 - 2015)
- Pays d'Aix Université Club Handball (2015 - 2019)
- Limoges Hand 87 (2019 - 2021)
- Club Balonmano Triana (2021 - 2022)[1]

## Palmarés

### Con clubes
- 1 Liga de los Pirineos: 2007-08
- Subcampeón de la Recopa de Europa: 2009-10
- 3º en Liga Asobal 2010-2011
- 3º en Liga Asobal 2011-2012
- Cuartos de final de la Champions League 2011-2012

### Selección nacional
- Medalla de bronce en el Campeonato de Europa de 2014